# Şövkət Məmmədova
Şövkət Məmmədova (ur. 18 kwietnia 1897 w Tyflisie, zm. 8 czerwca 1981) – azerska śpiewaczka operowa (sopran koloraturowy liryczny) i instruktorka muzyki.

## Życiorys
Məmmədova urodziła się w 1897 roku w Tyflisie w ubogiej azerskiej rodzinie Hasana Məmmədova. Ojciec, który był szewcem, pochodził z Goshakilsa (obecnie w gminie Bolnisi w Gruzji). W 1911 roku wyjechała do Mediolanu na studia muzyczne w konserwatorium, korzystając ze wsparcia azerskiego multimilionera Zeynalabdina Tağıyeva. Jednak w 1912 roku pieniędzy nie otrzymała i musiała wrócić do domu. W tym samym roku zapisała się do szkoły muzycznej w Tyflisie. Debiutowała 13 kwietnia 1912 roku na scenie Teatrze Tağıyeva w Baku w operetce Üzeyir Hacıbəyov Ər və arvad (Mąż i żona). Pieniądze ze spektaklu miały pozwolić jej kontynuować naukę w konserwatorium. Jednak występ muzułmanki bez tradycyjnego stroju, z odkrytą głową, tak wzburzył miejscowych mężczyzn, że zarówno kompozytor, jak Məmmədova musieli uciekać i ukryć się. Podczas pobytu we Włoszech poznała rosyjskiego studenta Jakowa Lubarskiego, za którego wyszła za mąż w 1915 roku. Razem wyjechali do Kijowa, gdzie Məmmədova została przyjęta do konserwatorium. Tam poznała rosyjskiego kompozytora Reinholda Glière’a, który był w tej szkole wykładowcą. Zainteresował się on azerską muzyką ludową. W 1924 roku skomponował operę Shakh-Senem. Jej premiera w języku azerskim miała miejsce w Baku w maju 1934 roku. Məmmədova zaśpiewała w duecie z azerskim śpiewakiem operowym Bülbülem. Opera odniosła sukces, jednak nie była w przyszłości wystawiana z braku azerskiej diwy operowej śpiewającej sopranem koloraturowym.
Od 1921 roku koncertowała w Moskwie, Petersburgu, Paryżu, Mediolanie, Tebriz i Tbilisi. Śpiewała arie z Traviaty, Cyrulika Sewilskiego, Rigoletta i innych. W latach 1927–1930 ukończyła studia w Mediolanie i wróciła do Azerbejdżanu, aby kontynuować karierę w Azərbaycan Dövlət Akademik Opera və Balet Teatrı (Państwowym Teatrze Opery i Baletu) w Baku. Karierę sceniczną zakończyła w 1948 roku.
W 1923 roku z jej inicjatywy i przy jej wsparciu powstała w Baku szkoła teatralna (obecnie Azerbejdżański Państwowy Uniwersytet Kultury i Sztuki), a rok później wydawnictwo muzyczne, które wspierało wydawanie azerskich pieśni ludowych. W latach 1939–1945 była dyrektorką Azərbaycan Dövlət Akademik Opera və Balet Teatrı. Po zakończeniu kariery aż do śmierci była wykładowcą w Państwowym Konserwatorium Azerbejdżanu. Zmarła 8 czerwca 1981 roku w Baku i została tam pochowana w Fəxri Xiyabanda (Alei Honoru).

## Upamiętnienie
- Na ścianie domu w Baku, w którym mieszkała przez wiele lat, umieszczono pamiątkową tablicę[4].
- Jedna z ulic w Baku została nazwana jej imieniem[11].

## Nagrody i odznaczenia
- 1933: Honorowy Artysta Azerbejdżańskiej SRR[10]
- 1934: Artysta ludowy Azerbejdżańskiej SRR[10]
- 1938: Artysta Ludowy ZSRR[4]
- 1934: Nagroda Państwowa Azerbejdżańskiej SRR[12]
- Order Lenina[13]
- 1959: Order Czerwonego Sztandaru Pracy[13]
- Order „Znak Honoru”[13]